# Беннер, Эммануэль
Эммануэль Беннер (28 марта 1836, Мюлуз — 24 сентября 1896, Нант) — французский художник. Один из первых обратился в своих работах к изображениям доисторических людей.
Уроженец Мюлуза (Мюльхаузена) в Эльзасе, Эммануэль Беннер был сыном второстепенного художника Жана Беннера-Фриза (1796—1849), который зарабатывал себе на жизнь, создавая проекты рисунков для обоев и тканей (сегодня эту профессию называют «дизайном текстиля»).
У Эммануэля был брат-близнец, Жан Беннер, который разделял с ним любовь и интерес к искусству и позднее тоже стал знаменитым художником.
Первоначально братья работали и учились в мастерской своего отца, помогая ему создавать узоры для тканей в родном Мюлузе. Затем они вместе отправились в Париж, где обучались у художников Леона Бонна и Жана-Жака Эннера.
После окончания Франко-прусской войны родной город братьев отошёл к Германии. Братья приняли решения остаться в Париже, где оба начали регулярно выставляться на парижском Салоне. Картина Эммануэля Беннера «Покой» завоевала золотую медаль на Салоне 1879 года. В 1896 году Эммануэль стал кавалером ордена Почётного легиона, который был вручён ему за значительные успехи в области живописи.
Эммануэль Беннер был востребованным художником. Он писал аллегорические и жанровые сцены, портреты, пейзажи, натюрморты, и, нередко, обнажённую женскую натуру. Беннер также создал множество акварелей и рисунков на разные темы. Однако несколько его картин на неолитические сюжеты, отражавших достаточно новые на тот момент научные представления, вспоминаются в связи с именем Эммануэля Беннера наиболее часто.

## Галерея
- Доисторические охотники, 1892, Музей Унтерлинден, Кольмар, Эльзас, Франция
- Доисторическое озёрное жилище. Художественный музей Мюлуза
- Доисторические охотники, 1879, музей Петье, Лимож
- Франция прощается с Эльзас—Лотарингией
- Святой Иероним